# Syndrom Li-Fraumeni
Syndrom Li-Fraumeni (LFS) je geneticky podmíněné onemocnění charakterizované obecně zvýšeným rizikem vzniku nádorového onemocnění. Syndrom popsali Frederick Pei Li a Joseph F. Fraumeni jr. v roce 1969. Dochází k mnohačetným nádorovým bujením v různých částech těla, typické jsou sarkomy měkkých tkání a adrenokortikální karcinomy. U 50 % žen se syndromem Li-Fraumeni se rozvíjí karcinom prsu. Onemocnění má několik definic, které berou v potaz výskyt nádorových onemocnění v časném věku (<45 let) v rodině pacienta.
Příčinou je dědíčná mutace v genu TP53, který kóduje protein p53. Právě p53 je důležitý pro obranu těla před vznikem nádorů. Dědí se obvykle autozomálně dominantně.